# Сянь-хоу
Сянь-хоу (晉獻侯) – восьмой правитель царства Цзинь в эпоху Чуньцю по имени Цзи Цзи (姬籍). Занял трон после своего отца Си-хоу. Правил 11 лет (823–812 годы до н. э.). После смерти Сянь-хоу престол наследовал его сын Му-хоу.
Посмертная маска Сянь-хоу использовалась для создания эмблемы телеканала ВИD.